# Horacio Guerriero
Horacio Guerriero, más conocido por su seudónimo Hogue (Trinidad, 20 de agosto de 1953), es un dibujante, diseñador gráfico, publicista y docente uruguayo.

## Biografía
Vivió su infancia y adolescencia en Flores y llegó a Montevideo a trabajar como bancario. En 1978 comenzó a trabajar como caricaturista en el diario El Día ingresando luego a diversas agencias de publicidad donde desarrolló una carrera en el campo de la publicidad hasta tener su propia agencia en la actualidad.
En 1982 ingresa en el taller de Clever Lara.
Uno de sus personajes más conocidos es Sufrido que salía desde las páginas del diario El Día.
En 2010 el Centro de exposiciones Subte realizó una exposición retrospectiva de su obra, incluyendo trabajos de treint años de la carrera del artista y caricaturas realizadas para medios gráficos, trabajos publicitarios, dibujos, pinturas y obra personal.
Actualmente dibuja en vivo en el programa periodístico Código País y realiza las caricaturas para una tira animada semanal en Telemundo 12; ilustra para el periódico económico Cinco Días de Madrid y su obra artística personal está expuesta en forma permanente en la Somniac Art Gallery en Nueva York.

## Obras
- Editorial Random House edita Los Elegidos Dos (2009)